# 採光
採光是指為調整建築物室內環境，而從室外引入自然光。與通風都是維持室內環境衛生舒適的必要行為，是建築裝設窗戶的重要目的之一。另外，在人工照明發達的現代，採光也包含了節約能源的目的。除了設窗戶之外，採光還可以用反射鏡面、光纖、反射板、導光板等手段達成，讓光甚至能到達建築物深處。各國的建築法規內常會包含採光的相關規定。

## 另見
- 日照權